# Valfroicourt
Valfroicourt é uma comuna francesa na região administrativa de Grande Leste, no departamento de Vosges. Estende-se por uma área de 13,8 km². Em 2010 a comuna tinha 244 habitantes (densidade: 17,7 hab./km²).